# 四合台站
四合台站是位于内蒙古自治区扎鲁特旗四合台的一个铁路车站，邮政编码29108。车站建于1980年，有通霍铁路经过该站，现不办理客货运业务，车站及上下行区间均已电气化。车站距离通辽站145公里，隶属沈阳铁路局，是五等站。